# オベイシュ

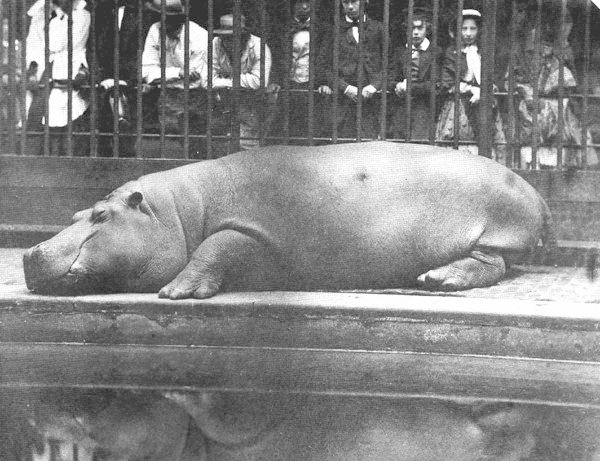
ロンドン動物園で休息するオベイシュを見物する群衆（1852年）、フアン・カルロス・デ・ボルボーン撮影。

オベイシュ（Obaysch、1849年頃 - 1878年3月11日)は、イギリス・ロンドンのロンドン動物園で飼育されていたオスのカバである。生後間もなく捕獲された後に1850年5月にロンドン動物園へ来園したオベイシュは、先史時代及び古代ローマ以来、ヨーロッパで最初に飼育されたカバであった。オベイシュは1853年に来園したアドヘラというメスのカバとの間に3頭の子をもうけたが、無事に成長したのは3番目に生まれたガイ・フォークスという名のメスのみであった。オベイシュはロンドン動物園で27年9か月間飼育され、1878年に死亡している。

## 生涯
1828年に開園したロンドン動物園にカバが来園したのは、22年後の1850年になってからのことである。1976年に出版された『London's zoo （邦題：ロンドン動物園150年）』所収の『動物園案内』（1882年）によれば、1849年にロンドン動物学会評議会はナイル川流域に生息するカバの入手を計画した。それは、かつてローマ皇帝がサーカスを催した際に開いた野生動物の大展示会に何度もカバが出品されていたという古記録に基づいたものであった。古代ローマ以来1500年の長きにわたって記録が途絶えていたカバについて、ロンドン動物学会評議会は捕獲及び輸送についてかなりの自信を持っていた。
入手計画には、当時カイロに駐在していた大英帝国総領事のチャールズ・オーガスタス・マーリー（en:Charles Augustus Murray、後にHippopotamus Murrayとも呼ばれた）が尽力した。マーリーはエジプト総督のアッバース・パシャの協力を得て、特別に編成された狩猟チームを派遣した。同年7月、狩猟チームは白ナイル川のオベイシュ島でカバの捕獲に成功した。捕獲されたカバは、生後3日目くらいのオスの仔カバであった。アッバース・パシャはこの仔カバの他にメスのライオン、チーターをそれぞれ1頭ずつマーリーに贈呈した。アッバース・パシャはさらにメスのカバをもう1頭入手することをマーリーに約し、軍の1部隊を白ナイル川流域に派遣していた。マーリーはアッバース・パシャの計らいに深く感謝し、ロンドン動物学会事務局長あてに1通の手紙を送った。1849年12月16日付のその手紙には、アッバース・パシャの贈り物を動物学会が評価している証明として早急にグレイハウンド犬をパシャに贈るべきだと暗に催促していた。
捕獲された仔カバは、オベイシュ島からカイロに輸送された。マーリーは仔カバのために大英帝国政府特別出張所内に特設の水槽を造らせ、仔カバはここで越冬した。仔カバは牛乳（通常はトウモロコシ飼料が混ぜられていた）で育てられることになった。このとき仔カバが毎日33リットルもの牛乳を飲んだためにカイロでは牛乳が不足状態となり、特別に乳牛の群れを取り寄せたという話が伝わっている。『だからカバの話』の著者で写真家の宮嶋康彦はこの話に注目して、「ここで興味深いことは、世界で初めて動物園に入ったカバが、人工哺乳で育ったということだ」と記述し、20世紀後半の日本であった2件のカバの人工哺乳例を取り上げている。
1850年4月3日付のロンドン動物学会議事録には、仔カバの移送準備についての記載がある。仔カバを「ライポン号」（Ripon）という蒸気船で移送するためにサウサンプトンで水槽などを製作することや、船舶会社P&Oと協議して準備にあたることなどが記録された。仔カバには年老いたアラビア人の男性が飼育係として付き添い、エジプトのアレキサンドリア港からイギリスに向けて出発し、マーリーもこの船に同乗した。ライポン号は1850年5月25日の夜10時頃にサウサンプトンに到着した。サウサンプトンからは特別列車で移送されることになったが、仔カバは飼育係によくなついていて、健康でおとなしい性質だったために蒸気船から列車へ乗り換え、さらに荷馬車から新しい住み家となるロンドン動物園に移動する強行日程となっても何の問題も起こらなかった。仔カバは捕獲された場所の地名に由来して「オベイシュ」と名付けられた。
オベイシュは、即座にロンドン市民たちに大評判となった。オベイシュが来園した1850年には、ロンドン動物園の入園者数は下表のように激増している。
|                          | 1849年  | 1850年  | 増加人数 |
| ------------------------ | ------- | ------- | -------- |
| 特権階級                 | 33,998  | 59,575  | 25,577   |
| 月曜日以外の入園料支払者 | 51,163  | 117,672 | 66,509   |
| 月曜日の入園料支払者     | 72,160  | 160,496 | 88,336   |
| 子供                     | 11,574  | 22,859  | 11,085   |
| 合計                     | 168,895 | 360,402 | 191,507  |

（1850年『年報』による）
それまで財政状態の悪化と赤字に悩まされていたロンドン動物学会と動物園にとって、オベイシュは救世主的存在であった。その人気にあやかって『カバのポルカ』（Hippopotamus Polka）という曲まで作られた。

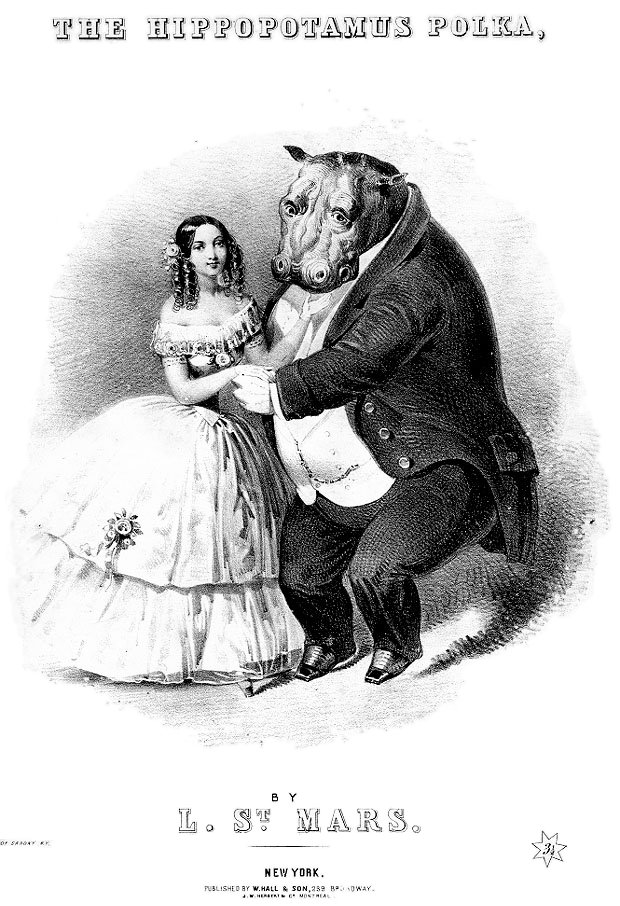
『カバのポルカ』の表紙（1850年代初頭）

アッバース・パシャは、1853年にメスのカバをロンドンに贈呈した。このカバはようやく1歳になったばかりの「アドヘラ」（Adhela）という名前のメスで、オベイシュと同じ国の生まれであった。オベイシュとアドヘラの間で出産が記録されたのは、アドヘラの来園から18年が経過した1871年2月のことだった。宮嶋はこの点について「この事実は、かなり長い間、同室で飼われなかったことを推察させるのだが、そのあたりの事情は定かではない」と指摘している。
初めて生まれたオスの仔カバは、わずか3日間の命であった。次のメスの仔カバは、1872年の1月に生まれた。ロンドン動物園はこの仔カバをアドヘラから引き離して人工保育に切り替えたが、4日目に死んだ。結局無事に成長したのは、1872年11月5日（ガイ・フォークス・ナイトにあたる）に生まれた3番目のメス「ガイ・フォークス」のみであった。

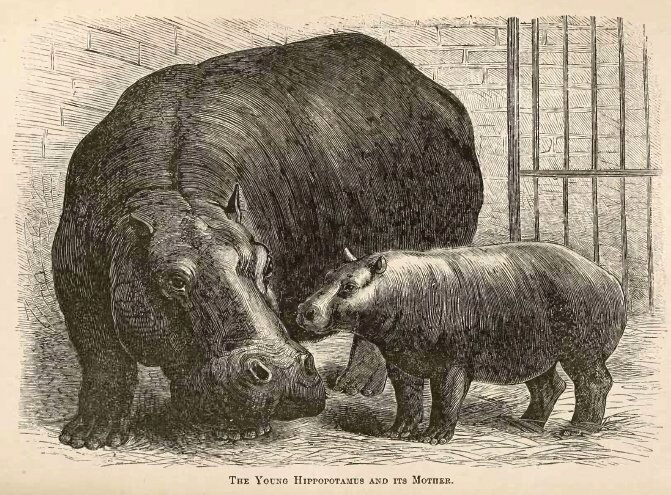
アドヘラとガイ・フォークス母子（1873年）

オベイシュは27年9か月の間ロンドン動物園で飼育され、1878年3月11日に死亡した。同年3月13日付のタイムズ紙は、「動物学会の会員及び支持者諸氏は、老いたカバの死を知って悲しまれることであろう」との書き出しでその死を報じた。アドヘラはオベイシュの死後約4年生き、1882年12月16日に死亡した。ガイ・フォークスは1908年3月20日に死亡し、オベイシュの血統は結局絶えた。

## オベイシュの脱走
G・C・ボンバス著の『フランク・バックランド伝』（1885年）には、オベイシュの脱走についての記述がある。フランク・バックランド（1826年 - 1880年）は、陸軍の外科医の職を辞して博物学者の道を選んだ人物で、ヴィクトリア朝における熱心なナチュラリストであり、大衆向けの著作を多く手がけていた。
当時のロンドン動物園園長はA・D・バートレット（1812年 - 1897年）で、彼は1859年7月からこの職に就いていた。ある日の早朝、飼育係の1人がバートレットの家に駆けつけてオベイシュの脱走について報告した。オベイシュは飼育係が小屋の修理を依頼するために大工を呼びに行って不在だった隙をついて、後ずさりしてドアを押して逃げ出すことに成功していた。バートレットは他の人々に退避を呼びかけた。バートレットは飼育係を呼んで、干し草でオベイシュをおびき寄せようと試みたが、オベイシュは干し草を食べただけで、なかなか小屋に戻ろうとしなかった。
バートレットは一計を案じて、飼育係のスコットという男性を呼んだ。この男性はオベイシュに嫌われていて、彼の姿を見かけると、オベイシュは必ず追いかけていた。バートレットはスコットの目前で銀行紙幣をちらつかせた上で、囲い地の入り口を開けて、道の突き当りでオベイシュに姿を見せてから逃げるようにと指示を出した。スコットはバートレットの意図を了解して、オベイシュを怒鳴りつけてから逃走を始めた。オベイシュは当然怒ってスコットを追いかけた。スコットは囲い地に入り込んで、くいの上に登った。オベイシュがもう少しでスコットに追いつきそうになったとき、囲い地のドアが閉められた。
オベイシュが捕獲された直後に、新聞記者を乗せた辻馬車が到着した。記者の「カバが逃げたんですって?」という問いかけに対してバートレットは「いや、そんなことはありません」と応じ、「カバはちゃんと自分の小屋の中にいますよ。きてごらんなさい」と答えたという。